# The Color Yellow
«The Color Yellow» (с англ. — «Цвета жёлтого») — тринадцатый эпизод 21-го сезона мультсериала Симпсоны, премьера которого состоялась 21 февраля 2010 года.

## Сюжет
Когда у садовника Вилли не получилось выкорчевать пень трактором, он решил подорвать его динамитом. После взрыва пень приземляется на машину Скиннера. В это время мисс Гувер, посмотрев в окно, увидела Скиннера, бегающего вокруг своей машины, и решила задать детям домашнее задание на тему «Фамильное древо». Во время поиска достойных кандидатов Лиза узнаёт, что все её предки были бандитами или убийцами. В общем никто из них не был достойным человеком, но решив не сдаваться, Лиза лезет на чердак, где находит дневник Элизы Симпсон (англ. Eliza Simpson) — своей пра-пра-пра-пра-пра-прабабушки.
Первая запись дневника датирована 14 апреля 1860 года. Прочитав дальше, Лиза с ужасом узнаёт, что её пра-пра-пра-пра-пра-прабабушка была рабовладелицей, о чём она и пишет в своём дневнике. Но прочитав ещё дальше, Лиза узнаёт, что на самом деле Элиза хотела вызволить своего первого раба из рабства полковника Бернса. Но Гомер отбирает у Лизы дневник и прячет его в вентиляцию, потому что не хочет знать, что было дальше. Но дневник манит Лизу и ночью она достаёт его из вентиляции. На следующее утро Лиза продолжает читать дневник и говорит своей семье, что она собирается использовать его для своей работы по Месяцу Чёрной Истории. Потом она опять зачитывает отрывок из дневника.
На этот раз дата — 20 апреля 1860 года. В этот день Элиза пишет о том, как в прошлую субботу она отправилась на бал к полковнику Бернсу. Потом она ускользнула с бала и отправилась к конюшням, где должна была встретить раба полковника Бернса — Вергилия. Но когда они пробирались на север, их заметили пара патрульных и погнались за ними. Но на следующей странице не было продолжения, потому что время превратило её в прах. К тому же, нюхнув пыли, Маленький Помощник Санты чихнул на дневник, и он превратился в клочья. Когда Лиза уже решила, что она никогда не узнает, что случилось с Элизой и Вергилием, Мардж предлает ей сходить в библиотеку и поискать что-нибудь там.
В библиотеке нет ничего о Элизе Симпсон, но библиотекарша находит поваренную книгу матери Элизы — Мэйбел Симпсон (англ. Mabel Simpson). В книге Мардж и Лиза находят историю о Элизе и Вергилии. Они выясняют, что во время погони Элиза и Вергилий набрели на странствующий цирк, где старый клоун замаскировал Вергилия под ещё одного клоуна, а Элизу под самую молодую бородатую женщину. Так они обманули патруль. Когда беглецы добрались до дома, отец Элизы, Хиран был против того, чтобы Вергилий остался у них дома, но тот предложил ему «колесных кексов» (которые, кстати, были очень похожи на пончики) и Хиран дал согласие на проживание Вергилия в их доме.
На следующий день Лиза выступает со своим докладом на Месяц Чёрной Истории, но в конце её выступления Милхаус демонстрирует дневник его пра-пра-пра-пра-пра-прадеда. Он зачитывает запись, датированную 22 апреля 1860 года. Выясняется, что под напором полковника Бернса Хиран выдаёт местонахождение Вергилия, потому что Элиза разрешает отцу выдать его. На этом Милхаус заканчивает чтение, но Лиза не верит ему, потому что это единственный её хороший предок. После этого Вилли уводит её со сцены, и Лиза возвращается в библиотеку, чтобы попытаться найти ещё какие-нибудь материалы о её пра-пра-пра-пра-пра-прабабушке. Библиотекарша даёт Лизе ключи от лентохранилища, чтобы она поискала что-нибудь там. В лентохранилище она находит запись 1952 года, на которой берут интервью у Элизы, и та говорит, что сожалеет о том, что когда-то застала несправедливость и ничем этому не помешала.
Дома Лиза сказала, что ей лучше было завязать с поисками ещё тогда в самом начале, но дед, увидев её угнетённое настроение, решает рассказать ей, что же случилось с Вергилием. Оказывается, что Мэйбл, хорошо зная своего мужа, спряталась в сарае вместе с Вергилием и когда полковник Бернс открыл дверь сарая, Мэйбэл наставила на него ружье и велела проваливать. Потом она решила сама спасти Вергилия и переправить его в Канаду. Но во время путешествия они влюбились друг в друга и Мэйбл развелась с Хирамом. После этого они с Вергилием поженились и прожили остаток своих дней в мире. Так как у Вергилия не было своей фамилии, они стали Симпсонами. Также у них родился сын Авраам (очевидно, названный в честь Авраама Линкольна, который дал Мэйбл шляпу и таким образом помог скрыть её личность).